# Aeroportul Municipal Gainesville
Aeroportul Municipal Gainesville (IATA: GLE, ICAO: KGLE, FAA LID: GLE) este un aeroport din Texas, Statele Unite ale Americii ce deservește zona Gainesville⁠(d). Aeroportul a fost tranzitat în 2019 de 4 pasageri. A fost numit după zona deservită.
Situat la o altitudine de 258 m, aeroportul dispune de 2 piste.

## Infrastructură

### Piste
Aeroportul dispune de 2 piste. Pista 13/31 are suprafața de asfalt și dimensiunile 4.307 picioare × 75 picioare. Pista 18/36 are suprafața de asfalt și dimensiunile 6.000 picioare × 100 picioare. 